# نجاة حسين
نجاة حسين (7 أبريل 1959 - )، مخرجة وكاتبة قطرية.

## عن حياتها
هي الشقيقة الوسطى للممثلات سعاد وابتسام حسين وهدى وسحر، حيث بدأت العمل الفني كممثلة بأواخر سبعينات القرن العشرين، وسرعان ما أتجهت إلى مجال الأخراج، وكتبت عدداً من الأعمال المسرحية للأطفال، وهي متزوجة من المخرج القطري حسين صفر وقد نالت الجنسية القطرية بعد زواجها منه.
تنتمي لأسرة فنية، حيث إن شقيقتها سعاد ممثلة ومذيعة أخبار في إذاعة الكويت، وشقيقتها هدى ممثلة، وابتسام عملت أيضًا في التمثيل والإخراج كمساعدة مخرج، وسحر ممثلة ومذيعة في إذاعة وتلفزيون قطر، وشقيقاها عبد الكريم كاتب مسرحي و علي حسين، كما إن زوج شقيقتها سعاد هو المسرحي فؤاد الشطي وأبناؤهم يعملون أيضًا بالمجال الفني وهم أسامة وأحمد وأوس.